# Куреля, Костин
Костин Ромео Куреля (рум. Costin Romeo Curelea; 11 июля 1984, Бухарест) — румынский футболист, нападающий; тренер.

## Карьера

### Клубная
В своём первом матче за «Спортул Студенцеск» (в то время игравший в Лиге II) Костин забил два гола. В Лиге I сыграл свой первый матч против «Унири» 31 июля 2004 года. Через два месяца ему удалось забить свой первый гол в высшем дивизионе. В конце сезона 2005/06 «Спортул» был понижен в классе по финансовым причинам. Костин Куреля остался в команде. С тех пор он неоднократно становился лучшим бомбардиром в команде. В сезоне 2006/07 Куреля забил 14 голов в 29 матчах.
В марте 2013 на правах аренды перешёл в минское «Динамо». Контракт был рассчитан до июля 2013 года с дальнейшим правом выкупа. Однако, из-за разногласия руководства двух клубов по поводу стоимости выкупа, летом Куреля не перешёл в минский клуб и вернулся в «Спортул».
В конце 2013 перешёл в румынскую «Университатю Крайову», за которую играл до 2016 года. Карьеру завершил в клубе «Волунтари» в 2017 году.

### В сборной
Играл за молодёжную сборную Румынии. В 2011 провёл матч за национальную сборную Румынии.